# Монастир Введення в храм Пресвятої Богородиці (Великі Бірки)
Монастир Введення в храм Пресвятої Богородиці у Великих Бірках (СУ) — монастир Української греко-католицької церкви в смт Великі Бірки Тернопільської области України.

## Історія
Монастир був заснований в другій половині серпня 1995 року в Івано-Франківську ієромонахом Григорієм-Антонієм Планчаком з благословення єпископа Софрона Дмитерка. У червні 1997 року спільнота переїхала до смт Великі Бірки.
14 червня 1999 року єпископ Михаїл Сабрига зареєстрував жіночу монашу спільноту Введення в храм Пресвятої Богородиці Студійського Уставу. Після трирічного формаційного періоду, 12 лютого 2004 року, відбулася урочиста посвята та було надано Грамоту про заснування монастиря.
15 липня 1997 року Великобірківська селищна рада передала монастирю в користування приміщення колишнього дитячого садка, а в 1999 році — у власність. Реконструкція монастирських приміщень тривала з 2000 по 2003 рік, а іконостас було встановлено 23 квітня 2003 року.
Монастир Введення в храм Пресвятої Богородиці є контемплятивним, його основна мета — постійна молитва та споглядання. Наразі він налічує 24 сестри.

## Настоятельки
- м. Атаназія Гошовська,
- м. Анастасія (Оксана) Логвиненко (з 8 січня 2011).